# Jalen Pitre
Jalen Pitre (Stafford, 3 giugno 1999) è un giocatore di football americano statunitense che milita nel ruolo di safety per gli Houston Texans della National Football League (NFL).

## Carriera universitaria
Dopo aver frequentato la Stafford High School nella città di Stafford, Texas, a partire dal 2017 frequentò la Baylor University, entrando tra le file dei Baylor Bears. Nel corso del suo primo anno, Pitre prese parte a tutte le dodici gare di stagione regolare, accumulando 37 tackle e un sack.
Nel 2020, come redshirt junior, fu titolare in tutte le nove gare stagionali, distinguendosi con il più alto numero di tackle in squadra (60) e due intercetti, entrambi ritornati in touchdown: ciò gli valse l'inclusione nella prima squadra ideale della Big 12 Conference, nonché una menzione d'onore come giocatore difensivo dell'anno della Big 12 stessa. Nel 2021, come redshirt senior, fu nuovamente titolare in tutte le quattordici gare disputare dai Bears: oltre ad essere nuovamente incluso nella prima squadra all-Big 12, ottenne una selezione per la prima squadra All-American e venne nominato difensore dell'anno della Big 12. Fu inoltre finalista dell'annuale edizione del Jim Thorpe Award.

## Carriera professionistica

### Houston Texans
Il 29 aprile 2022 Pitre viene selezionato come trentasettesima scelta assoluta dagli Houston Texans al secondo giro del Draft NFL. Debuttò come professionista partendo come titolare nella gara del primo turno pareggiata contro gli Indianapolis Colts mettendo a segno 11 placcaggi. La sua prima annata si chiuse con 147 tackle, un sack e 5 intercetti, disputando tutte le 17 partite come titolare e venendo inserito nella formazione ideale dei rookie dalla Pro Football Writers of America.
L'11 aprile 2025 Pitre firmó un nuovo contratto triennale del valore di 39 milioni di dollari.

## Palmarès
- PFWA All-Rookie Team - 2022